# (1297) Quadea
(1297) Quadea est un astéroïde de la ceinture principale découvert le 7 janvier 1934 par l'astronome allemand Karl Wilhelm Reinmuth. Le lieu de découverte est Heidelberg (024). Sa désignation provisoire était 1934 AD.
Il a été nommé d'après les beaux-parents du frère de K. W. Reinmuth.